# Heimlich, still und leise (1953)
Heimlich, still und leise ist ein deutscher Musikfilm aus dem Jahre 1953 von Hans Deppe mit Gretl Schörg, Hans Nielsen, Theo Lingen und Walter Giller in den Hauptrollen.

## Handlung
Berlin, zu längst vergangener Zeit. Einst war Carola Werner ein gefeierter Operetten- und Revuestar, die zahlreiche ihrer Bewunderer mit ihrer hellen Gesangsstimme erfreute. Seit ihrer Scheidung hat sie sich ein wenig aus dem Licht der Öffentlichkeit zurückgezogen. Als sie eines Tages von einer Premiere in ihr Domizil heimkehrt, erwartet sie dort bereits der gutsituierte Gutsbesitzer Harry Vondenhoff, der sie in Augenschein nehmen möchte. Denn sein junger, stürmischer und noch ein wenig unbedarfter Neffe Peter Vondenhoff hat sich bei einer der raren Vorstellungen Carolas Hals über Kopf in sie verliebt.
Rasch ist der ältere der beiden Vondenhoffs tief beeindruckt von der singenden Dame von Welt, doch mehrere Missverständnisse führen dazu, dass sich beide zunächst nicht näher kommen, obwohl gegenseitige Sympathie und vielleicht sogar ein bisschen mehr durchaus vorhanden ist. Schließlich ist es ausgerechnet Peter Vondenhoff, der diese Missverständnisse aus dem Weg räumt und seinem Onkel den Weg zu Carola freiräumt und ebnet. Peter selbst hat sich in der Zwischenzeit ein neues Mädchen ausgeguckt, Margot von Dinkelage, die adelige Tochter des Gutsnachbarn. Nun steht einer Doppelhochzeit nichts mehr im Wege.

## Produktionsnotizen
Heimlich, still und leise entstand Mitte 1953 in den Filmstudios von Geiselgasteig bei München sowie an mehreren Münchner Außendrehs (Englischer Garten, Rennbahn München-Riem). Die Uraufführung war am 24. September 1953 in Frankfurt am Main, die Berliner Premiere fand am 9. Oktober 1953 statt.
Wilhelm Gernhardt war Herstellungsleiter, Hans Speer übernahm die Produktionsleitung. Erich Kettelhut entwarf die von Max Vorwerg ausgeführten Filmbauten, Trude Ulrich und Walter Kraatz schufen die zahlreichen zeitgenössischen Kostüme. Die Geschichte hatte einen Drehbuchentwurf vom bereits 1944 verstorbenen Schauspieler Walter Lieck.

## Musik
Michael Jary komponierte seine Musik unter Verwendung zahlreicher Lieder von Paul Lincke:
- In Deinen Augen steht es geschrieben
- Heimlich still und leise kommt die Liebe
- Was ein Frauenherz begehrt
- Meine einzige Liebe
- Schlösser, die im Monde liegen
- In stiller Nacht, wenn niemand wacht
- O Theophil, o Theophil
- Sehn Sie, das ist ein Geschäft
- Schenk’ mir doch ein kleines bißchen Liebe
- Nimm mich mit
- Laß den Kopf nicht hängen
- Siamesische Wachtparade
- Glühwürmchen

## Kritiken
Der Spiegel schrieb: “Flüchtig, aber flott bebildertes Paul-Lincke-Album. In dem auf Münchener Atelier-Boden erbauten Papp-Berlin hat Regisseur Hans Deppe die feinere Welt (Gretl Schörg und Hans Nielsen) und die Gesindestube (Theo Lingen und Ruth Nimbach) der Jahrhundertwende gleichermaßen ulkbeflissen aufgedreht.”
Im Lexikon des Internationalen Films heißt es: „Die blutarme Handlung um eine skandalumwitterte, schöne Frau ist temperamentlos in Szene gesetzt und wird allein durch die schwungvollen Melodien notdürftig zusammengehalten.“